# Zonige Porenflechte
Die Zonige Porenflechte (Pertusaria albescens, Synonym: Pertusaria albescens var. albescens) ist eine in Mitteleuropa häufige Krustenflechtenart aus der Familie der Pertusariaceae, die meist auf Baumrinde wächst.

## Beschreibung
Pertusaria albescens ist eine Krustenflechte, d. h. ihr Thallus liegt eng auf der Unterlage auf. Das Lager ist grau bis grünlichgrau gefärbt. Es kann glatt, uneben oder schwach rissig sein und ist manchmal durch ein sogenanntes Vorlager begrenzt, das durch helle und dunklere Streifung zoniert erscheint. Die rundlichen, weißlichen Sorale sind scharf abgegrenzt und konkav bis leicht gewölbt (bei der ähnlichen Pertusaria amara sind sie meist stärker gewölbt). Apothecien sind sehr selten.

## Verbreitung
Die Art ist in ganz Europa anzutreffen, mit Ausnahme der nördlichen borealen Zone. Sie besiedelt die Rinde von Laubbäumen (dort auch über Moosen), besonders von Straßen- und Obstbäumen.